# بديعة كشغري
بديعة داود كَشغَري (1954 م) (1374 هـ) شاعرة سعودية. ولدت في الطائف ونشأت بها. حصلت على شهادة البكالوريوس في أدب اللغة الإنجليزية من جامعة الملك عبد العزيز بجدة في 1977 وماجستير في علم النفس التعليمي جامعة أوكلاهوما. اشتغلت بالتدريس في الطائف وجدة، وساهمت في الصحف وعملت بشركة أرامكو السعودية بظهران من 1978 مع قسم النشر فيها كمحررة بقسم النشر العربي بالعلاقات العامة منذ 1989 حتى استقالت في 1999. استقرت مدةً في كندا ووسعّت نشاطها ونشرت قصائدها في الصحف والمجلات العربية والسعودية. لها عدة دواوين شعرية مطبوعة.

## سيرتها
ولدت بديعة داود محمود الكشغري في مدينة الطائف سنة 1374 هـ/ 1954م ونشأت بها. حصلت على درجة البكالوريوس آداب ولغة إنجليزية عام 1977م من جامعة الملك عبد العزيز بمدينة جدة. ودبلوم في مناهج وطرق تدريس اللغة الإنجليزية من جامعة أوكلاهوما 1978، ودبلوم في الترجمة التقنية، من جامعة أكسفورد في بريطانيا 1990، ودرست كتابة المناهج والامتحانات الأكاديمية، في جامعة برنستون بالولايات المتحدة الأمريكية 1986-1985.

### عملها في أرامكو
التحقت بشركة أرامكو السعودية ، عام 1978 م. ثم حضرت دورات عديدة تخصصية في تدريس اللغة الإنجليزية والترجمة من الولايات المتحدة وبريطانيا وإسبانيا ومن بعدها اتبعت دوراتها التدريبية في الإدارة وتطوير الكفاءات المهنية من خلال عملها في أرامكو.
عملت محررة بقسم النشر العربي بالعلاقات العامة منذ 1989م، واشتملت مجال عملها التغطية الصحفية وتدقيق النصوص وكتابة المقالة الاجتماعية والترجمة العلمية والتقنية وذلك من خلال الإسهام في ثلاث مطبوعات تصدرها العلاقات العامة بالشركة أرامكو، هي مجلة القافلة الشهرية ومجلة الحصاد الفصلية وجريدة قافلة الزيت الأسبوعية.

استقالت من عملها في أرامكو في شهر آب عام 1999 م

### وظائف أخرى
عملت أيضًا معلمة للغة إنجليزية قبل وأثناء الدراسة الجامعية بمدارس الرئاسة العامة لتعليم البنات بالطائف فيما بين عامي 1967 - 1968 م وشغلت عدة مناصب أثناء عملها بالشركة من بينها محررة بوحدة النشر باللغة الإنجليزية فيما بين عامي 1993 - 1995م.

وهي عضوة سابق ورئيس بجماعة الناطفات باللغة العربية بمدينة الظهران بين 1982-1987م، وعضو بجماعة الخطابة العالمية فيها أيضًا وهما صالونين أدبيين في المنطقة الشرقية. 

لها مساهمات صحفية في جريدة عكاظ وغيرها من الصحف والمجلات السعودية وشاركت في إحياء عدد من الأمسيات العشرية في المملكة وخارجها. هي عضو في عدة جمعيات أدبية وثقافية مثل: جمعية الكاتبات السعوديات، رابطة الخريجين الكنديين العرب بأوتاوا ورابطة المرأة العربية الكندية بأوتاوا، وعضو مؤسس لـ «منتدى الأربعائيات» بالدمام.

بعد استقالتها من أرامكو، سافرت إلى كندا لتبقي مدة عام ثم ذهبت إلى البحرين لتأسيس مشروعًا أدبيًا. وبعدها سكنت في جدة في وطنها وتستمر بكتاباتها في الصحافة الإكترونية والكندية.

## شعرها
قالت عنها كاتبٌ بجريدة الجزيرة في 2007 «إن الشاعرة في هندستها للنص قد وصلت إلى صلب بناء النصن فلم تخرج من البنية الإيقاعية قبل أن تطمئن على هدوء يشوبه مسحة من الشوق والحزن، في علم تركت حوله حبل حزنها لتؤكّد وجودها الإنساني كدم وماء.» 

في ديوانها على شواطئ من دمانا تمازج بين أسلوب تأملي وإبداعٍ لغوي يحاول تجسيد رؤىً عميقة.

ْيضم ديوانها لست وحيدا يا وطني نصوصًا عديدة تحكي وجع الغربة ولواعج الحنين إلى الوطن الأم خلال مرحلة الاغتراب التي قضتها في كندا بما يقارب عقدًا من الزمن.

## مؤلفاتها
من دواوينها الشعرية:
- الرمل إذا أزهر، (ردمك 3007175000009)، المؤسسة العربية للدراسات والنشر، 1995
- مسرى الروح والزمن،، دار الكنوز الأدبية، 1997
- إيقاعات المرأة
- شيء من طقوسي، 2001
- الزهرة المستعصية (بالإنجليزية: The Unattainable Lotus)‏ ديوان شعر مزدوج اللغة ترجمته الشاعرة إلى الإنجليزية من مجموعة قصائدها، (ردمك 9780863563621)، 2001
- على شواطئ من دمانا، (ردمك 9789776128002)، دار الأولى للنشر 2003
- لست وحيدا يا وطني، (ردمك 9789953821054)، دار الخيال للطباعة والنشر، 2009
- مناسك أنثى، دار الرمك للنشر، 2012
- الأحرف التي هي أنا، دار النابغة للنشر، 2016

صدرت لها ترجمة ألمانية لمختارات من أشعارها بعنوان إيقاعات امرأة شرقية وترجمت مختارات من شعرها إلى اللغة الدنماركية ولها بعض القصائد كتبت باللغة الإنجليزية. وقد ترجمت هي كتابنفائس قصر طوب كابي في اسطنبولمن إرغون كاغاتالى في 1996.